# Hryniewszczyzna
Hryniewszczyzna (biał. Грынеўшчына; ros. Гриневщина) – wieś na Białorusi, w obwodzie witebskim, w rejonie dokszyckim, w sielsowiecie Parafianowo.

## Historia
W czasach zaborów w guberni wileńskiej Imperium Rosyjskiego.
W dwudziestoleciu międzywojennym wieś leżała w Polsce, w województwie wileńskim, w powiecie duniłowickim, od 1926 w powiecie dziśnieńskim, w gminie Parafianów.
Według Powszechnego Spisu Ludności z 1921 roku zamieszkiwało tu 351 osób, 302 były wyznania rzymskokatolickiego a 49 prawosławnego. Jednocześnie wszyscy mieszkańcy zadeklarowali polską przynależność narodową. Było tu 67 budynków mieszkalnych. W 1931 wymieniono oprócz wsi również koszarkę kolejową. Wieś w 71 domach zamieszkiwało 390 osób, a koszarka liczyła 1 dom i 3 mieszkańców.
Wierni należeli do parafii rzymskokatolickiej w Parafianowie i prawosławnej w m. Sitce Wielkie. Miejscowość podlegała pod Sąd Grodzki w Dokszycach i Okręgowy w Wilnie; właściwy urząd pocztowy mieścił się w Parafianowie.